# Waimaha (Sprache)
Waimaha (Waima'a in der eigenen Sprache, Waimoa für andere Timoresen, weitere Schreibformen: Uai Ma'a, Waimoa, Uaimo'a, Uaimua) ist je nach Definition ein Dialekt oder Sprache der gleichnamigen Ethnie im Norden von Osttimor. Zusammen mit Kairui, Midiki und Naueti wird sie zur Sprache/Sprachgruppe Kawaimina zusammengefasst, die in Osttimor den Status einer Nationalsprache hat.

## Überblick
| Waimaha                   | Waimaha  | Waimaha | Waimaha | Waimaha |
| ------------------------- | -------- | ------- | ------- | ------- |
|                           | Bilabial | Coronal | Velar   | Glottal |
| stimmlos, ohne Aspiration | p        | t       | k       | ʔ       |
| stimmlose Aspiration      | pʰ       | tʰ      | kʰ      |         |
| stimmlose ejektive        | pʼ       | tʼ      | kʼ      |         |
| stimmhaft                 | b        | d       | ɡ       |         |

Die Kawaimina-Sprachen gehören zum Timorzweig der zentral-malayo-polynesischen Sprachen. Aufgrund ihrer Nachbarschaft zu den Papuasprachen, speziell zu Makasae, gibt es einige Entlehnungen. Die Sprachen fallen sowohl durch Archaismen, als auch durch ungewöhnliche sprachliche Neuerungen, wie zum Beispiel Vokalharmonie, Aspiration und Post-Glottalization bei Konsonanten in ihrem Lautsystem auf. Die Grammatik ist im Allgemeinen in ihrer Struktur sehr einfach, wobei es auch hier beim Naueti Ausnahmen gibt. Neben Yapesisch ist Waimaha eine von zwei austronesischen Sprachen, die ejektive Verschlusslaute aufweisen.

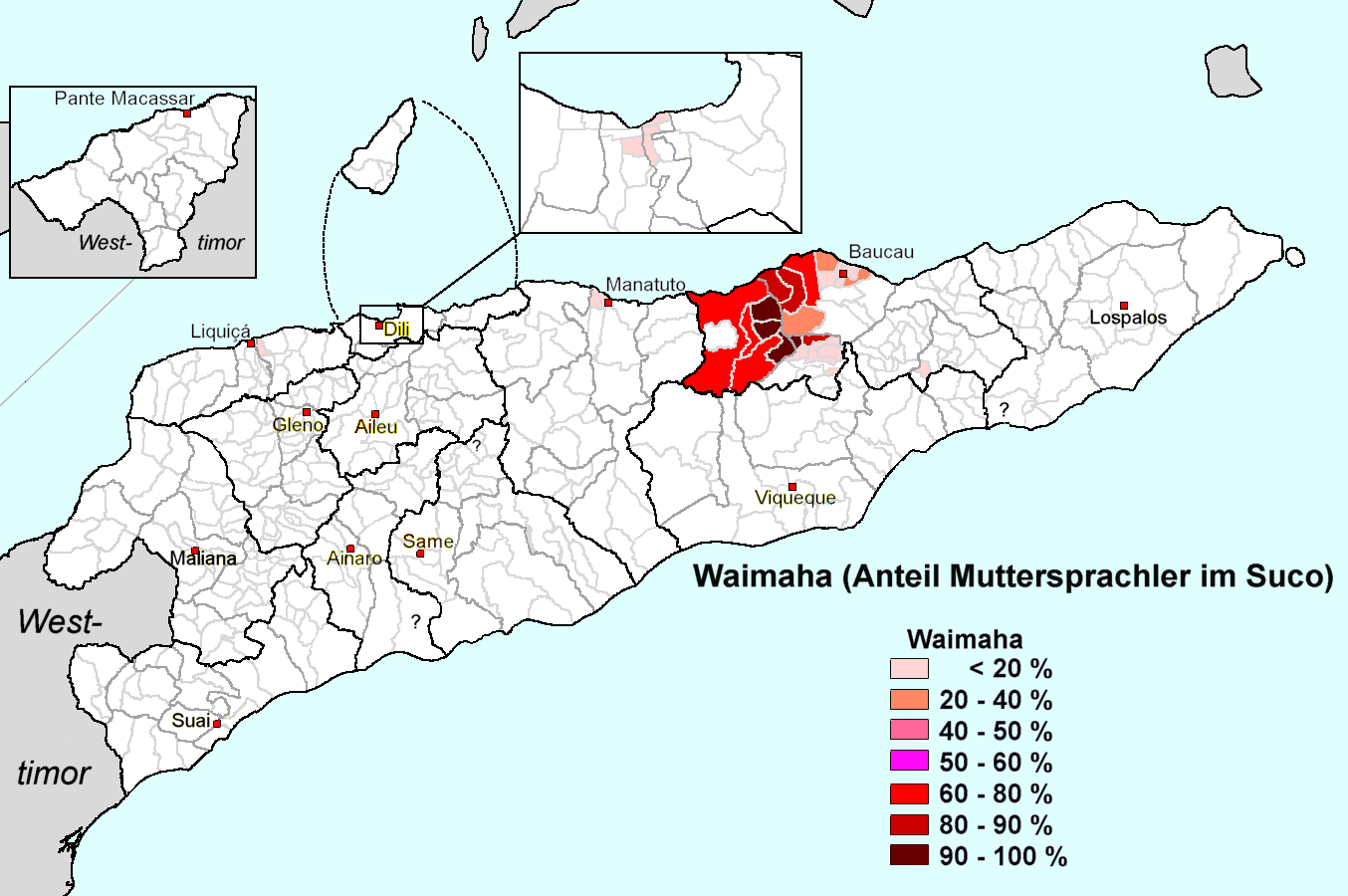
Anteil von Waimaha-Muttersprachlern in den Sucos Osttimors (2010)

Die Eigenbezeichnung Waima'a leitet sich von den Wörtern wai für „Wasser“ und ma'a für „leer“ ab. Das Siedlungsgebiet der Waimaha gehört zu den trockensten Regionen Timors. Es erstreckt sich entlang der Nordküste Osttimors zwischen Vemasse und Bucoli und außerhalb der Stadt Baucau. Bei der Volkszählung 2015 gaben 21.227 Osttimoresen als ihre Muttersprache an (20.516 in der Gemeinde Baucau, 578 in Dili und, 61 in Manatuto). Bei Zählungen ist eine Unterscheidung zu Muttersprachlern von Kairui und Midiki schwierig, da sie sich teilweise selbst als Waimaha-Sprecher bezeichnen. Christianiserte und Waimaha mit zunehmender Bildung sprechen meist mehrere Sprachen, wie zum Beispiel Tetum, Galoli und Portugiesisch. Auch Makasae, dass in der Stadt Baucau dominiert, wird immer häufiger auch in den traditionellen Waimaha-Gebieten gesprochen.
Waimaha kann man in zwei Dialekte aufteilen: Küsten-Waimaha und Berg-Waimaha. Der Küstendialekt wird in den Sucos Bahu, Bucoli, Caibada, Triloca und Tirilolo gesprochen, Berg-Waimaha in den Sucos Loilubo, Ostico, Ossouala, Uaigae und Uato-Lari. Gerade in den Sucos Bahu, Bucoli und Tirilolo, die zum Teil zur Stadt Baucau gehören oder nahe zu ihr liegen, nehmen immer mehr junge Leute die Amtssprache Tetum als ihre Erstsprache an. Während der indonesischen Besatzungszeit (1975 bis 1999) wurden einige Sprecher des Berg-Waimaha nach Manatuto zwangsumgesiedelt, wo sie mit Sprechern der Nationalsprache Galoli zusammenlebten. Obwohl einige der Zwangsumgesiedelten wieder in ihre alte Heimat zurückkehrten, ist die Verwendung des Waimaha bei ihnen zurückgegangen. Christianisierte Waimaha nahmen christlich-portugiesische Namen an, während die Anhänger des traditionellen Glaubens weiter die alten Namen führen. Sie bilden aber nur noch eine sehr kleine Minderheit und sind zumeist jene, die nur Waimaha sprechen. Christliche und Waimaha mit zunehmender Bildung sprechen meist mehrere Sprachen, wie zum Beispiel Tetum, Galoli und Portugiesisch. Auch Makasae, dass in der Stadt Baucau dominiert, wird immer häufiger auch in den traditionellen Waimaha-Gebieten gesprochen.

## Sprachbeispiele
| Die Zahlen in Waimaha |         |
| Zahl                  | Waimaha |
| 1                     | se      |
| 2                     | kairuo  |
| 3                     | kaitelu |
| 4                     | kaihaa  |
| 5                     | kailime |
| 6                     | kainena |
| 7                     | kaihitu |
| 8                     | kaikaha |
| 9                     | kaisiwe |
| 10                    | basé    |